# 능주역
능주역(Neungju station, 綾州驛)은 경전선의 철도역이다. 1930년 12월 25일에 영업을 시작하여 현재에 이르고 있다. 무궁화호가 1일 8회 정차하며 2021년 1월 15일 시간표 개정으로 남도해양열차가 수요일부터 일요일까지 왕복 1회 운행한다.

## 역명 유래
조선 인조 10년(1632년)에 능성고을이 인조의 어머니인 인헌왕후의 성씨인 능성 구씨의 성향이라 하여 현고을에서 주목고을로 승격하면서 지명이 능주로 개칭되었다. 그 후 지역명에 따라 능주역이라 칭하게 되었다.

## 연혁
- 1930년 12월 25일 : 보통역으로 영업 개시[1]
- 1945년 10월 5일 : 역사 소실
- 1957년 1월 10일 : 역사 신축 준공
- 1966년 11월 1일 : 만수역 관리역으로 지정[2]
- 1981년 11월 25일 : 무연탄취급개시(수입무연탄 한정)[3]
- 1992년 6월 10일 : 수소화물 취급중지[4]
- 1996년 3월 7일 : 이양역 원격제어
- 2002년 12월 9일 : 무궁화호 4회, 통일호 2회 추가정차
- 2008년 11월 1일 : 화물취급 중지[5]
- 2021년 1월 15일 : 남도해양열차 운행 개시

### 승강장
| ↑화순     |
| 승강장 \| |
| 이양↓     |

| 승강장 | 경전선 | 무궁화호 S-Train | 부산 · 순천 · 용산 · 서광주 방면 |

## 인접한 역
| 경전선         | 경전선              | 경전선             |
| -------------- | ------------------- | ------------------ |
| 이양 부전 방면 | 무궁화호 경전선     | 화순 목포 방면     |
| 명봉 부산 방면 | 남도해양열차 경전선 | 화순 광주송정 방면 |